# Fantasia International Film Festival
Fantasia International Film Festival (também conhecido como Fantasia-fest, FanTasia, Fant-Asia) é um festival de cinema criado em 1996. O evento acontece todos os anos no mês de julho em Montreal. Em virtude da reputação desenvolvida ao longo dos últimos 15 anos, o festival foi descrito como talvez o "maior e mais notável festival de cinema de gênero da América do Norte".